# SouthTech
Empresa de tecnologia em informática e telecomunicações. Atuou no estado do Rio Grande do Sul, tendo sede na capital Porto Alegre, entre os anos de 1998 e 2015. 
Durante a sua atuação, a empresa atuou em segmentos de BBS (1998-2000), Hospedagem de Sites (2000-2008) e Telecomunicações (2007-2015) (SCM) e Telefonia (STFC), autorizataria junto a Anatel de ambas licenças. 
A operação de Datacenter foi vendida para o grupo UOL HOST  em 2008, ano em que a SouthTech passou a operar exclusivamente serviços de telecomunicações.
A empresa tornou-se referência no estado gaúcho por construir e operar redes de internet e transmissão de dados de alta capacidade em regiões até então não atendidas no interior do estado, levando banda larga de baixo custo para empresas, provedores de internet e outras operadoras, especialmente as de telefonia móvel. 
A operação foi adquirida/fundida pela Vogel Telecomunicações em 2015.